# Hate Me
Hate Me ist eine Singleauskopplung zum 2006 erschienenen Album Foiled von Blue October und die wohl bekannteste Single der Band, mit der sie den internationalen Durchbruch nach Calling You endgültig gelang. Es gibt drei Singleversionen, eine US-Version mit 2, eine
europäische Version mit 4 und eine australische Version mit ebenfalls 4 Songs. Das Musikvideo wurde 2007 für das "Beste Internationale Rockvideo für den MuchMusic Award nominiert und gewann den ASCAP Award im selben Jahr.
Der Song kann aufgrund seiner Spielweise und der Thematik auch dem Post-Grunge zugeordnet werden.

## Produktion
Die Single wurde unter dem Label Universal Records als Audio-CD und Download-Single vertrieben. Es gibt 3 Versionen. Die US-amerikanische, eine europäische und eine australische Version. Später folgte das Musikvideo, das für den MuchMusic Award nominiert wurde. Außerdem gibt es ein Karaoke-Video auf dem Playstation-2-Spiel Singstar Pop.

## Tracklists

### US-Version
- 1. Hate Me (Intro-Version)
- 2. Hate Me (non-Intro-Version)

### EU-Version
- 1. Hate Me (mit Intro)
- 2. Hate Me (Akustik-Version)
- 3. Independently Happy
- 4. Hate Me (Musikvideo)

### Australische Version
- 1. Hate Me (mit Intro)
- 2. Hate Me (Akustik-Version)
- 3. Calling You
- 4. Independently Happy (Live-Version)

## Das Musikvideo
Das Musikvideo zeigt den Sänger, der seinen Anrufbeantworter abhört. Diesen trägt er im ganzen Video mit sich mit. Im späteren Verlauf zeigt das Video den Sänger sterbend am Boden liegen, wo seine Mutter ihn später findet. Er fährt mit diesem Gerät zu einem Friedhof zum Grab seiner Mutter Ro-Anne und legt es dort zu Boden und fährt zurück. Am Ende sieht man den Sänger mit seiner Mutter reden. Es zeigt zudem die Kindheit des Sängers. Das Video wurde in Los Angeles aufgenommen.
Die Frau, die in diesem Video Justins Mutter spielt, ist in der Realität auch seine Mutter.
Gitarrist C.B. Hudson erzählte bei Frequency Music TV, dass das Video Justins Leben dargestellt, beginnend mit seiner Kindheit bis hin zum Tod seiner Mutter (im Video).
Matt Noveskey, Bassist der Band, sagte in derselben Sendung, dass das Video die Wahrheit über Justins Kindheit zeigt und jede einzelne Zeile von Herzen stammt. Er sieht eine klare Nachricht in diesem Song, was ihn berührt.
Justin selbst sagt, dass dieser Song seine Probleme mit der Depression und der Drogenabhängigkeit beschreibt und seine Selbstmordgedanken sichtbar machen. Er sagt, dass es sein Job ist, den Leuten zu sagen, was in einem Menschen vorgeht, wenn dieser seelisch krank ist und meint, dass dieses Video zur rechten Zeit entstanden ist.

## Inhalt
Der Song beginnt mit einer Nachricht auf dem Anrufbeantworter. Dieser stammt von der Mutter des Sängers in der sie sich erkundigt, wie es ihm gerade geht, da sie nervös ist von dem Gespräch am Vortag als sie merkte, dass er etwas angespannt gewirkt hatte. Am Ende der Nachricht sagt sie auch, dass sie ihren Sohn liebt.

„Message on answering machine:
Hi Justin!This is your mother. I was just calling to see how you were doing. You sounded really uptight last night, it made me a little nervous. I just want to make sure you are really okay and wanted to see if you were checking in on your medication too. You know I love ya. See ya! Bye Bye!“

In der ersten Strophe versucht der Sänger, der den Song aus seiner Person heraus wiedergibt, die Gedanken an seine Mutter zu blockieren, was aber nicht klappt, da sich diese Gedanken wie Küchenschaben in seinem Kopf pflanzen. Er möchte für seine Mutter Frieden. Später fragt er sie indirekt, ob sie ihn am nächsten Tag nicht mehr anrufen würde um nachzufragen wie es ihm geht und ihm zu sagen, dass sie liebt, was er begründet, indem er singt, dass sie es nur macht um ihn glücklich zu machen.

„I have to block out thoughts of you
so I don’t lose my head
They crawl in like a cockroach
leaving babies in my bed
Dropping little reels of tape
to remind me that I’m alone
Playing movies in my head
that make a porno feel like home
There's a burning in my pride,
a nervous bleeding in my brain
An ounce of peace is all I want for you.
Will you never call again?
And will you never say that you love me
just to put it in my face?
And will you never try to reach me?
It is I that wanted space!“

In der zweiten Strophe dankt der Sänger seiner Mutter, die ihm geholfen hat 3 Monate nüchtern zu bleiben und nie seine Meinungen angezweifelt hat, auch wenn er sich bis auf den Tod hasst. Auch bedankt er sich dafür, dass sie seinen Kopf gehalten hat, während er "Kriege gegen sich selbst geführt hat" und sie versucht hat diesen Krieg zu beenden. Sie hat ihn auch dazu gebracht sich selbst zu mögen auch wenn es sehr schwer war. Gegen Ende der zweiten Strophe kommt die Wende: Der Sänger verlässt seinen Heimatort und kann nicht mehr mit seiner Mutter als Hilfe rechnen. Im letzten Abschnitt schreibt der Sänger, dass seine Mutter alles in ihrem Herzen tun soll was nötig ist um ihn alleine losziehen zu lassen.

„I’m sober now for 3 whole months
it’s one accomplishment
that you helped me with
The one thing that always tore us apart
is the one thing I won’t touch again
In a sick way I want to thank you
for holding my head up late at night
While I was busy waging wars on myself,
you were trying to stop the fight
You never doubted my warped opinions
on things like suicidal hate
You made me compliment myself
when it was way too hard to take
So I’ll drive so fucking far away
that I never cross your mind
And do whatever it takes in your heart
to leave me behind“

In der Bridge erzählt der Sänger, dass es ein großer Fehler gewesen ist, die Mutter alleine zu lassen. Er schreibt, dass er traurig ist und Schatten für jeden seiner Fehler Tritte versetzt. Dann merkte der Sänger, dass er die Gefühle seiner Mutter verletzt hat, fällt auf die Knie und schreit, dass es endlich aufhören soll. Die Mutter fragt ihn nur, wie er ihr so etwas antun konnte.

„And with a sad heart I say bye
to you and wave
Kicking shadows on the street
for every mistake that I had made
And like a baby boy
I never was a man
Until I saw your blue eyes crying
and I held your face in my hand
And then I fell down yelling “make it go away!”
Just make a smile come back
and shine just like it used to be
And then she whispered
“How can you do this to me?”“

Der Refrain beschreibt, dass seine Mutter ihn auf eine Art und Weise hassen soll, die er schlecht vertragen kann. Sie soll ihn heute und morgen dafür hassen, für das was er für die Mutter nie getan hat. Sie soll ihn hassen, damit sie sehen kann, was letztendlich gut für sie gewesen sein soll.

„Hate me today
Hate me tomorrow
Hate me for all the things I didn’t do for you
Hate me in ways
Yeah ways hard to swallow
Hate me so you can finally see
what’s good for you“

## Auszeichnungen und Charts
- 2007: Nominiert für den MuchMusic Video Award (Bestes internationales Video)
- 2007: Sieger beim ASCAP Award[2]

| Chart (2006)                | Peak position |
| --------------------------- | ------------- |
| U.S. Modern Rock Tracks     | 2             |
| Canadian Hits Chart         | 6             |
| Canadian Download-Singles   | 9             |
| U.S. Adult Top 40           | 13            |
| U.S. Top 40 Mainstream      | 17            |
| U.S. Mainstream Rock Tracks | 21            |
| U.S. Pop 100                | 29            |
| U.S. Hot 100                | 31            |